# Grégoire Ier d'Antioche
Grégoire Ier est le patriarche melkite d'Antioche de 571 à sa mort en 593.

## Carrière
Sa carrière est notamment connue par l'Histoire ecclésiastique d'Évagre le Scholastique, lui-même juriste d'Antioche qui fut avocat du patriarcat sous le pontificat de Grégoire. Le prédécesseur de ce dernier, Anastase Ier, fut déposé sur l'ordre de l'empereur Justin II, accusé de mauvaise gestion financière selon Évagre. Grégoire avait été successivement higoumène du monastère des Byzantins de Jérusalem, puis, à l'instigation de Justin II, du monastère Sainte-Catherine du Sinaï. Pendant son mandat à la tête de ce dernier établissement, il fut assiégé par les Arabes « Scénites » (c'est-à-dire sans doute nomades, « vivant sous la tente », σκηνή en grec).
En 573, les armées du roi perse Khosro Ier envahirent la Syrie. Selon Évagre, Grégoire, informé de tout ce qui se passait en territoire perse grâce notamment à l'évêque de Nisibe, qui était un de ses obligés, informa l'empereur des mouvements des troupes ennemies avant qu'il en fût averti par une autre source, mais Justin n'en tint aucun compte. Les Perses approchant d'Antioche, dont les fortifications étaient en ruines, il y eut une fuite généralisée, et des pillages, si bien que les envahisseurs trouvèrent la ville quasiment vide, et se retirèrent bredouilles. Grégoire lui-même avait fui avec les trésors du patriarcat.
Vers 579, le patriarche fut compromis dans une très grave affaire : un certain Anatolius, qui occupait la fonction de gouverneur d'Édesse, était un proche de Grégoire, à qui il rendait très souvent visite ; au cours d'une enquête menée sur l'existence d'une organisation païenne clandestine en Syrie, cet Anatolius fut convaincu d'avoir participé à un sacrifice à Zeus à Édesse, et dans une perquisition à son domicile d'Antioche, on découvrit une effigie d'Apollon dissimulée derrière une icône de la Vierge. Soumis à la torture, son secrétaire Théodore impliqua aussi le patriarche Grégoire et un autre prélat, Euloge, qui fut plus tard le patriarche Euloge Ier d'Alexandrie, déclarant qu'ils avaient participé, de nuit, au sacrifice d'un enfant à Daphnè, une localité près d'Antioche. Théodore mourut en prison, on ne sait comment. Le procès d'Anatolius et d'autres accusés fut transféré à Constantinople. Anatolius lui-même y fit alors aussi des déclarations impliquant le patriarche Grégoire, mais selon Évagre, « soumis aux derniers degrés de la torture », il finit par se rétracter. Condamné à mort, il fut horriblement supplicié dans l'Hippodrome de Constantinople. Grégoire ne fut pas officiellement inculpé, mais Évagre signale que « la populace » d'Antioche le mit violemment en cause.
Le patriarche subit à nouveau de graves attaques vers 587 : il eut un violent conflit avec Astérius, comte de l'Orient (Comes Orientis) ; selon Évagre, une grande partie de la population de la ville, toutes classes confondues, prit fait et cause pour le comte, et le patriarche était ouvertement insulté dans les rues et au théâtre, où même les acteurs s'en prenaient à lui. Grégoire paraît avoir été très impopulaire. Astérius fut relevé de ses fonctions, et son successeur, Jean, chargé par l'empereur Maurice de mener une enquête impartiale. Plusieurs personnes déposèrent contre Grégoire, dont un banquier qui l'accusa d'avoir une liaison incestueuse avec sa sœur, une femme mariée. Grégoire en appela au jugement de l'empereur et des autres patriarches. Il se rendit en 588 à Constantinople, accompagné de son avocat Évagre. Le procès s'y tint devant le patriarche de Constantinople et les représentants des autres patriarches, des métropolites, et le sénat. Grégoire fut blanchi, et l'homme qui l'avait accusé d'inceste fut fouetté et exilé.
Quatre mois après le retour du patriarche à Antioche, la ville connut un tremblement de terre terrible, qui détruisit une bonne partie des bâtiments et fit soixante mille morts (chiffre d'Évagre). Grégoire en sortit miraculeusement indemne, car le palais patriarcal s'effondra, et seuls lui et les personnes qui se trouvaient autour de lui ne furent pas ensevelis sous les décombres. L'ancien comte Astérius mourut dans cette catastrophe.
Au début de l'année 588, à la suite d'une réduction de solde, l'armée d'Orient s'était mutinée ; Priscus, le Magister Militum per Orientem nouvellement nommé, avait été lapidé par la troupe dans le camp de Monocartum et n'avait dû son salut qu'à la fuite. Les soldats élurent un nouveau commandant et commencèrent à se livrer au pillage, et les Perses profitèrent de la situation pour mener une attaque en territoire byzantin. La mutinerie dura un an, jusqu'à Pâques 589, et Évagre attribue à Grégoire un rôle crucial dans son issue : il était paraît-il très populaire auprès des soldats, ayant fait de nombreux dons pour l'armée, et il réunit deux mille délégués de tous les régiments dans une localité nommée Litarba, à une cinquantaine de kilomètres d'Antioche ; il prononça devant eux un discours qu'Évagre reproduit (VI, 12 = CPG 7388), et qui selon lui fit merveille. S'étant retirés pour délibérer après le discours, les délégués revinrent se mettre à la disposition du patriarche, qui leur ordonna de se réconcilier avec leur général Philippicus. Il les régala ensuite d'un grand pique-nique, et les retrouvailles avec Philippicus eurent lieu quelques jours plus tard, sous son égide, à Antioche.
En mars 590, le roi perse Khosro II, qui venait juste de succéder à son père Hormizd IV, à l'assassinat duquel il avait peut-être participé, fut renversé par le général Vahram Chûbin et se réfugia en territoire byzantin, à Circesium, avec ses femmes, ses enfants et sa suite. Il proposa une alliance à l'empereur Maurice contre Vahram Chûbin. L'empereur envoya à Circesium une délégation composée notamment de Domitien, évêque de Mélitène, qui était son parent, mais aussi du patriarche Grégoire, qui, selon Évagre, noua les meilleures relations avec le roi Khosro. Celui-ci, après son rétablissement sur son trône avec l'aide des Byzantins (septembre 591), envoya à Grégoire deux croix en or et en pierres précieuses et d'autres présents destinés au sanctuaire de Saint-Serge de Resafa (à Sergiopolis), avec aussi un disque en or portant une inscription reproduite par Évagre (VI, 21), où le roi attribue à l'intercession de saint Serge la maternité de son épouse chrétienne Chirin.
La mort de Grégoire est le dernier événement rapporté par Évagre dans son Histoire (VI, 24) : souffrant terriblement de la goutte, il aurait succombé après l'ingestion d'un médicament appelé « hermodactylos ». Après la disparition de Grégoire, son prédécesseur Anastase Ier, qui n'était pas encore mort, fut rétabli comme patriarche ; le discours qu'il prononça pour son retour est daté du 25 mars 593.

## Œuvres
- CPG 7384, Sur les saintes femmes myrophores (PG 88, 1848-1866)

- CPG 7385, Sur les saintes Théophanies, homélie I (attribuée à saint Grégoire le Thaumaturge dans PG 10, 1177-1189 ["homelia IV"])

- CPG 7386, Sur les saintes Théophanies, homélie II (attribuée à Jean Chrysostome dans PG 61, 761-764)

- CPG 7387, Sur Mt. 3, 17 (PG 64, 33-38 = PG 88, 1872-1881), d'authenticité incertaine

- CPG 7389, Sur le protomartyr Stéphane, conservé en géorgien (éd. et trad. dans PO 19 [1926], p. 689-699)

- CPG 7390, Éloge du protomartyr Stéphane, conservé en géorgien (éd. et trad. ibid., p. 699-715)

- CPG 7394, Lettre aux moines (éd. Mercati, Varia Sacra, 1903, p. 86-90)